# Zombie Shooter 2
Zombie Shooter 2 — компьютерная игра, аркада с небольшими элементами ролевой игры, разработанная компанией Sigma Team. Выпущена в 2009 году и является продолжением Zombie Shooter. Англоязычная версия распространяется по shareware-схеме. Zombie Shooter 2 создан на движке игры Alien Shooter 2.

## Сюжет
Игрок возвращается на территорию, захваченную мутирующими зомби, чтобы уничтожить ещё одну лабораторию, откуда они появляются, а также спасти свою сестру/любимую, работавшую там. В процессе продвижения к цели игрок получит помощь от военных, расположенных в секторе. В финале игры герой столкнётся с лидером угрозы — разумным зомби-учёным.